# ウェイド記念礼拝堂
ウェイド記念礼拝堂（Wade Memorial Chapel）は、オハイオ州クリーブランド市のレイクビュー墓地内に位置する由緒ある礼拝堂である。

## 概要
建物はレイクビュー墓地設立協会の会長でもあったクリーブランドの実業家でウエスタンユニオン社の創業者、ジェフタ・ウェイドに対して敬意を表するために1901年に献納された。ガーフィールド記念館と同様に4月1日から11月19日までの期間は午前9時から午後4時までの時間帯に毎日一般開放されている。ルイス・カムフォート・ティファニーの会社がインテリアの大部分を設計し、礼拝堂の正面はティファニー自身が設計したステンドグラスの大規模な窓が飾られている。新古典主義建築の様式が特徴である。
記念礼拝堂はアメリカ合衆国国家歴史登録財に登録されている。